# 량용기
량용기 (梁勇基, 1982년 1월 7일~)는 재일교포 출신 전직 축구 선수로 현역 시절 베갈타 센다이와 사간 도스에서 중앙 미드필더로 활약했으며 재일교포 출신으로는 최초로 J리그 구단에서 주장을 맡기도 했다.

## 구단 경력
2000년부터 2003년까지 한난 대학에서 활동했고 2003년부터 2004년까지 베갈타 센다이의 유소년팀에서 활약한 뒤 2004년 프로에 정식 데뷔한 이래 2019 시즌까지 팀의 주축 미드필더로 통산 584경기 81골을 기록하며 J리그 디비전 2 2009 우승 및 차기 시즌 J1리그 승격, J리그 디비전 1 2011 4위, J리그 디비전 1 2012 준우승, 2013년 AFC 챔피언스리그 본선 진출, 2017 시즌 J리그컵 4강, 2018 시즌 천황배 준우승 등에 혁혁한 공을 세웠으며 2019 시즌을 마친 후 사간 도스로 둥지를 틀었다가 2021 시즌 후 친정팀인 베갈타 센다이로 복귀했다.
그리고 친정팀인 베갈타 센다이로 복귀한 이후 2023 시즌까지 16경기를 소화했으며 2023년 12월 8일 은퇴를 발표하면서 19년간 이어진 현역 선수 생활에 마침표를 찍었다.

## 국가대표 경력
2005년 성인대표팀에 첫 발탁된 이후 2008년 2월 6일 요르단과의 2010년 FIFA 월드컵 아시아 지역 3차 예선 2조 1차전 경기에서 국제 A매치 데뷔전을 치른 후 투르크메니스탄과의 2010년 AFC 챌린지컵 B조 1차전에서 A매치 데뷔골을 터뜨리는 등 A매치 통산 24경기 7골을 터뜨리며 AFC 챌린지컵 2회 연속 우승(2010, 2012) 및 2회 연속 AFC 아시안컵 본선 진출(2011, 2015)에 기여했고 특히 2010년 AFC 챌린지컵에서 4골을 득점하며 이 대회의 최우수선수상과 득점왕 타이틀을 동시에 거머쥐는 영예를 안았다.
그리고 북한의 44년만의 월드컵 본선 출전이었던 2010년 FIFA 월드컵에서는 비록 23인 엔트리에는 들지 못했지만 북한 대표팀의 예비 멤버로 북한 대표팀 23인의 선수들과 함께 대회에 동행했고 2번의 아시안컵 본선에도 참가하여 사우디아라비아와의 2015년 대회 B조 2차전에서 득점을 기록하기도 했다.

## 대표팀 이력
- 2005년 동아시아 축구 선수권 대회 국가대표
- 2010년 AFC 챌린지컵 국가대표
- 2011년 AFC 아시안컵 국가대표
- 2012년 AFC 챌린지컵 국가대표
- 2015년 AFC 아시안컵 국가대표

## 대회 성적

### 클럽
베갈타 센다이
- J1리그 : 준우승 (2012), 4위 (2011)
- J2리그 : 우승 (2009), 3위 (2008)
- J리그컵 : 4강 (2017)
- 천황배 : 준우승 (2018), 4강 (2009)

### 국가대표팀
북한
- AFC 챌린지컵 : 우승 (2010, 2012)

### 개인 수상
- J1리그 페어플레이상 : 2011
- J1리그 이달의 골 : 2015
- AFC 챌린지컵 MVP : 2010
- AFC 챌린지컵 득점상 : 2010 (4골)